# اچ‌ام‌اس کیل (۱۹۰۴)
اچ‌ام‌اس کیل (۱۹۰۴) (به انگلیسی: HMS Kale (1904)) یک کشتی بود. این کشتی در سال ۱۹۰۴ ساخته شد.